# Des Teufels Alternative
Des Teufels Alternative ist ein Roman von Frederick Forsyth aus dem Jahr 1979.

## Handlung
Im Frühjahr 1982 erleidet der Ukrainer Miroslaw Kaminski im Schwarzen Meer Schiffbruch, nachdem die von ihm gegründete Unabhängigkeitsbewegung verraten wurde und er auf einem kleinen Boot aus der Ukraine flüchten musste. Kurz vor seinem sicheren Tod wird er von der Besatzung eines italienischen Schiffs gefunden und schwer verletzt und bewusstlos in ein türkisches Krankenhaus gebracht, wo man versucht, seine Identität zu klären.
Über eine Schifffahrtsfachzeitschrift erfährt der ukrainische Nationalist Andrew Drake in London von dem unbekannten Schiffbrüchigen und reist sofort in die Türkei.
Nach anfänglichem Misstrauen verbrüdern sich Drake, der eigentlich Andrej Drach heißt, und Kaminski mit dem Ziel, die Ukraine mit Gewalt aus der UdSSR herauszulösen. Beide gründen eine neue Gruppe mit gleichgesinnten Landsleuten sowie zwei Juden aus der Ukraine, die Kaminski persönlich kennt und die sich noch dort befinden. Mit diesen beiden versucht Drake, der Kopf der neuen Gruppe, den KGB-Chef in der Ukraine zu ermorden, um so seinen Landsleuten in der Ukraine die Verwundbarkeit der sowjetischen Führung zu demonstrieren und somit eine Revolution gegen Moskau auszulösen.
Das Attentat gelingt tatsächlich, jedoch wird dieser Umstand von der sowjetischen Staats- und Parteiführung vertuscht. Die beiden Juden versuchen deshalb mit einem entführten Flugzeug in den Westen zu gelangen, um dort die Wahrheit ans Licht zu bringen. Die Maschine kommt jedoch in West-Berlin nur durch eine Bruchlandung zum Stehen, und beide werden dort angeklagt und verurteilt. Somit ist es ihnen nicht möglich, die Wahrheit über das Verschwinden des KGB-Chefs an die Öffentlichkeit zu bringen. 
Um beide freizupressen, kapert Drake mit dem übrigen Teil der Widerstandsgruppe in der Nordsee einen norwegischen Öltanker und droht, diesen vor der Küste Südenglands in die Luft zu sprengen, wenn ihre beiden Kameraden nicht freigelassen und nach Israel ausgeflogen werden sollten.
Schon zuvor ist im Kreml ein Machtkampf in der Regierung entbrannt, da dem Land eine Hungersnot droht. Ein Teil des Politbüros ist für einen Krieg gegen den Westen, um an dessen Getreidereserven zu kommen. Der andere Teil des Politbüros unter Führung des Staats- und Parteichefs lehnt einen Krieg gegen den Westen aus Angst vor einer atomaren Auseinandersetzung, die auch zur Vernichtung der Sowjetunion führen könnte, ab. Dieser Teil der sowjetischen Führung favorisiert Abrüstungsverhandlungen mit  Zugeständnissen an den Westen, wenn dieser im Gegenzug dafür günstig Getreide an die UdSSR liefere. Der sowjetische Präsident steht dabei aber unter Druck: seine Mehrheit im Politbüro ist äußerst knapp und zwei seiner Anhänger drohen, den Krieg gegen den Westen für den Fall zu unterstützen, dass die Attentäter freigelassen würden und die Ermordung des KGB-Chefs öffentlich bekannt geben würden.
Der britische Geheimdienstagent Adam Munro schafft es unterdessen durch seine ehemalige russische Geliebte, die Sekretärin im Zentralkomitee ist und den Tarnnamen „Nachtigall“ erhält, an die Sitzungsprotokolle aus dem Kreml zu kommen und den Westen über diese Auseinandersetzungen innerhalb der sowjetischen Führung zu informieren. Die westlichen Regierungen befinden sich also in einer Zwickmühle, da, egal wie sie reagieren werden, eine Katastrophe eintreten wird. Entweder die Sprengung des Öltankers und damit zwangsläufig eine Umweltkatastrophe in der Nordsee, falls die Forderungen der Terroristen nicht erfüllt werden, oder atomarer Krieg mit der UdSSR, falls die Regierungen den Terroristen nachgeben und die Ermordung des KGB-Chefs öffentlich bekannt gegeben wird. 
Munro unterbreitet nun zuerst dem amerikanischen Präsidenten und, als dieser zustimmt, auch dem sowjetischen Staatschef eine Lösung für solche Fälle, die beim britischen Geheimdienst als des Teufels Alternative bekannt ist. Der Plan sieht vor, sowohl die beiden Mörder des KGB-Chefs, als auch die Männer, welche den Öltanker in ihrer Gewalt halten, praktisch gleichzeitig zu ermorden. Munro nimmt an beiden Operationen teil, er tötet sogar die beiden Juden durch Giftkapseln selbst, nachdem von offizieller Seite zuvor deren Entlassung und Überführung nach Israel bekanntgegeben wurde. Der übrige Teil der Gruppe wird wenig später bei der Flucht vom Öltanker mit einem eigenen Boot von einer britischen Spezialeinheit auf offener See getötet.
Ein dritter Weltkrieg kann also ebenso wie eine ungeheuere Umweltkatastrophe verhindert werden. 
Im Nachspiel des Buches findet ein letztes Gespräch zwischen Adam Munro und dem sowjetischen Präsidenten statt. Dieser gesteht Munro, dass die „Nachtigall“ nicht etwa aus freien Stücken die Sitzungsprotokolle aus dem Kreml Munro und somit dem Westen übergab, sondern dass er dies persönlich anordnete, um den Westen über die Machtkämpfe im Kreml ins Bild zu setzen.

## Erfolg
Das Buch war ein Bestseller, von dem rund 2 Millionen Exemplare gedruckt wurden. Es stand 3 Wochen lang im Jahr 1979 auf dem Platz 1 der Spiegel-Bestsellerliste.